# Gauche unitaire

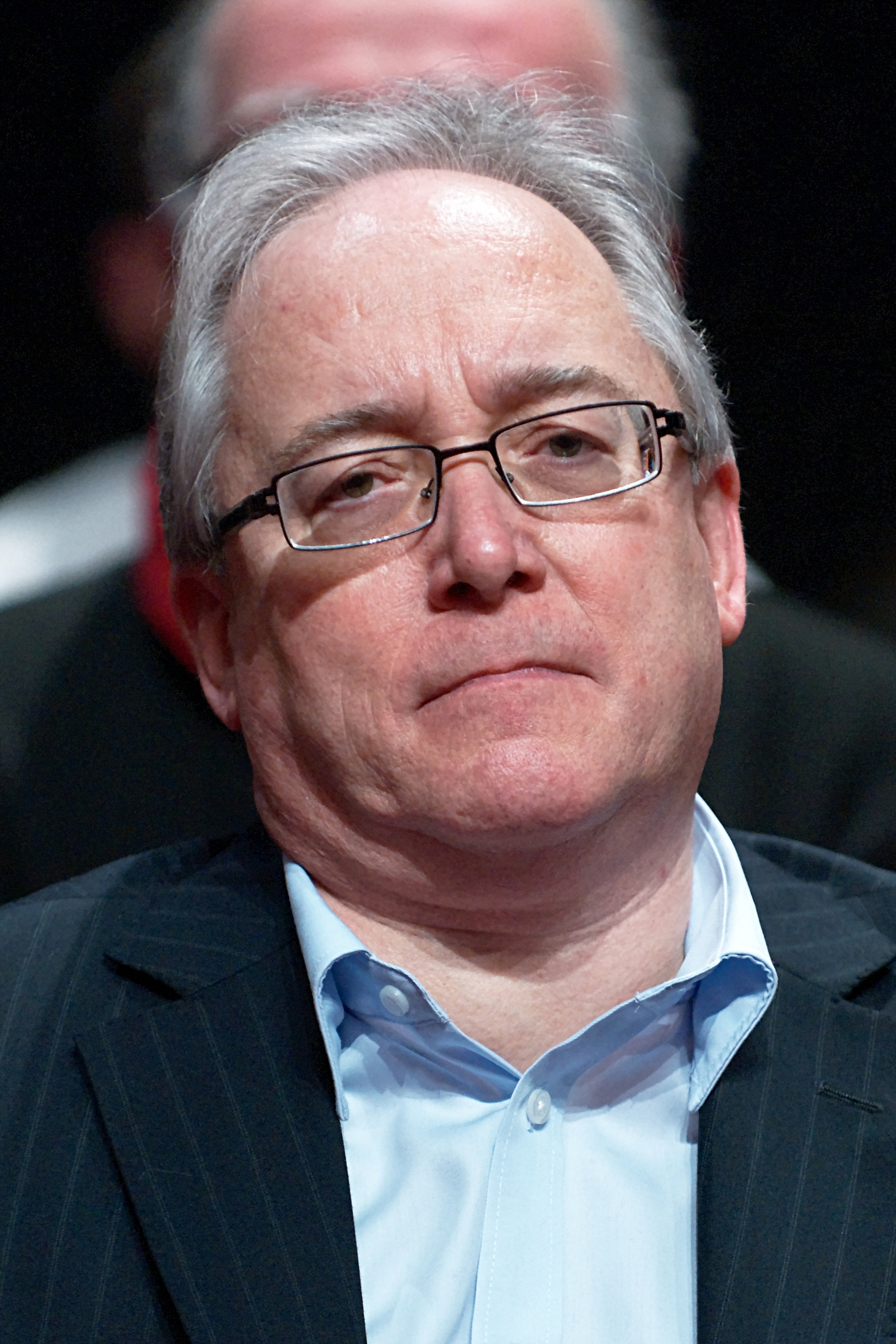
Christian Picquet

Die Gauche unitaire (Einheitliche Linke) war eine französische Kleinpartei.
Sie wurde von Mitgliedern der trotzkistisch geprägten Ligue communiste révolutionnaire gegründet, die sich für die Einheit mit der PCF und den anderen Kräften links der Sozialisten ausgesprochen hatten (Strömung Unir). Seit dem Referendum von 2005 verteidigte Unir diese Stellung innerhalb der LCR, deren Führung für eine Sammlung linksradikaler Kräfte innerhalb einer von Parteichef Besancenot geführten erweiterten LCR plädierte.
Der Vorsitzende dieser Strömung, Christian Picquet, gab am 8. März 2009 bekannt, dass er die am selben Tag konstituierte Front de gauche unterstützen würde, wobei er der Linie der neu gegründeten Nachfolgepartei der LCR, der Nouveau Parti Anticapitaliste (NPA) unter Olivier Besancenot, widersprach. Er musste also die Partei verlassen. Unir löste sich auf, und die Mehrheit der Anhänger Picquets gründeten mit ihm die Gauche unitaire, die Teil der Front de Gauche war. Picquet selbst stand auf Platz drei der Liste im Wahlkreis Paris.
Die Gauche unitaire war Mitglied der Europäischen Linken.
Am 8. September 2015 löste sich die Gauche unitaire auf und ging in der PCF auf.